# Vranov nad Topľou
Vranov nad Topľou (slovaque: Vranov avant 1927 et 1944–1969 ; allemand : Frö(h)nel / Vronau an der Töpl ; hongrois Varannó) est une ville slovaque de 23 000 habitants environ, entre Košice et Prešov.
Čemerné, partie de la ville au sud de la rivière Topľa (en), est une ancienne commune fusionnée en 1970.

## Étymologie
Le nom de la ville est dérivé du mot slave vrana (corbeau) associé au suffixe possessif -ov. D'après des archives datant du Moyen Âge, le premier nom de la ville fut Varanno (graphie hongroise) ou Varanovia (graphie latine).

## Localisation
Vranov nad Topľou occupe le renflement nord-ouest de la plaine de la Slovaquie orientale (en slovaque, Východoslovenská nížina) dans la partie supérieure de la région de Zemplín, entre les rivières Topľa et Ondava.

## Histoire
Les premières traces de la présence humaine dans la zone  de Vranov remonte à l'ère du Paléolithique. De nombreux artéfacts datant des invasions barbares de l'Empire romain ont été déterrés. Une importante colonie slave existait à Lomnica entre le VIIe et le  Xe siècle, des colonies slaves sont également connues à Čemerné et dans d'autres localités.
La plus ancienne mention de Vranov nad Topľou remonte à 1333–1337, mais des mentions à propos d'autres localités rattachés à la ville plus anciennes semblent dater Vranov vers le XIIIe siècle. Le village médiéval de Vranov nad Topľou faisait partie du domaine du château Čičva (Csisva), construit en 1310. En raison de sa position géographique avantageuse dans les routes commerciales de Eperjes/Prešov, Vranov nad Topl'ou devint un centre économique et social dans le territoire entre les deux rivières Ondava et Topl'a.
Vranov obtint le statut de ville en 1363, du moins on retrouve le terme "civitas" dans des documents de la même année. Le gouvernement municipal d'alors fut composé d'un maire et de ses conseillers. La ville obtint des compétences comme le droit de tenir un marché annuel ou encore le droit de péage, droits accordé par Sa Majesté Matthias Corvinus en 1461; la ville fut également autorisée à apposer un sceau sur ses documents officiels. Le sceau originel (XVe siècle) présente un crabe, plus tard modifié par le patron de l'église locale (Sa Majesté Saint Etienne). Le blason héraldique dans sa forme actuelle est utilisé depuis 1622. Les premières guildes furent fondées dans le courant du XVIe siècle. La guilde des cordonniers en est une des plus anciennes. Une école fut inaugurée dans le même siècle.

## Démographie

### Évolution de la population
| Année:               | 1994.  | 2004.   | 2014.   | 2024.    |
| -------------------- | ------ | ------- | ------- | -------- |
| Nombre de personnes: | 23 900 | 23 036  | 22 898  | 20 262   |
| Différence:          |        | -3,61 % | -0,59 % | -11,51 % |

| Année:               | 2023.  | 2024.   |
| -------------------- | ------ | ------- |
| Nombre de personnes: | 20 488 | 20 262  |
| Différence:          |        | -1,10 % |

## Démographie
Selon un recensement de 2001, 22 985 personnes résidaient à Vranov. 93,11% d'entre eux étaient slovaques, 4,40 des Roms, 0,61% des Tchèques et 0,25% des Ukrainiens.
La répartition des appartenances religieuses se répartit comme cela : 62,61% de catholiques romains, 7,18% de luthériens et 20,13 de catholiques de rite grec.

## Éléments remarquables
La ville dispose d'une cathédrale gothique datant du XVe siècle (reconstruite à deux reprises, en 1578 et 1718), un monastère baroque datant de 1578 et une église évangélique luthérienne datant des années 1930-1935. Une synagogue de l'an 1923 fut démolie dans les années 1980 au même titre que la maison d'un ancien seigneur féodal de la ville. Au XVIe siècle, Vranov fut un centre majeur de meunerie (fabrication de farines).
La ville est le départ de voyages en direction du réservoir de Veľká Domaša.
La ville est un centre économique "restreint", profitant aux environs. À la fin du XXe siècle, la commune accueillit des industries chimiques (ex: Bukoza), vestimentaires (Slovenka) et alimentaires.

## Sport

### MFK Vranov nad Topľou
La cité possède un club de football, le MFK Kranov nad Topľou qui concurrence d'autres clubs dans la Slovak Third League (East).

## Personnalités liées à la ville
- Márton Szepsi Csombor, pasteur, poète et écrivain hongrois, mort à Vranov nad Topľou en 1622.
- Ján Figeľ, membre de la Commission Européenne de 2004 à 2009 et dirigeant du Mouvement chrétien-démocrate (KDH)
- Vladimir Kobielsky, acteur
- Vojtěch Christov, arbitre de football
- Michal David, duc de Vranov

## Cités jumelées
Vranov nad Topľou est jumellée avec:
- Bystřice nad Pernštejnem, République Tchèque
- Vynohradiv, Ukraine
- Sambir, Ukraine
- Mád, Hongrie